# Degia macrosoma
Degia macrosoma is een vlinder uit de familie van de zakjesdragers (Psychidae). De wetenschappelijke naam van de soort is voor het eerst geldig gepubliceerd in 2009 door Thomas Sobczyk.
Het mannetje heeft een spanwijdte van 31 tot 33 millimeter en antennes van 5 millimeter. Het vrouwtje is nog niet beschreven.
De soort komt voor in Indonesië en Maleisië.

## Type
- holotype: "male, 5.X.1979. leg. H.S. Barlow"
- instituut: BMNH, Londen, Engeland
- typelocatie: "Malaysia, West Pahang, Genting Tea Estate, 2000 ft"[1]